# Stanisław Laskus

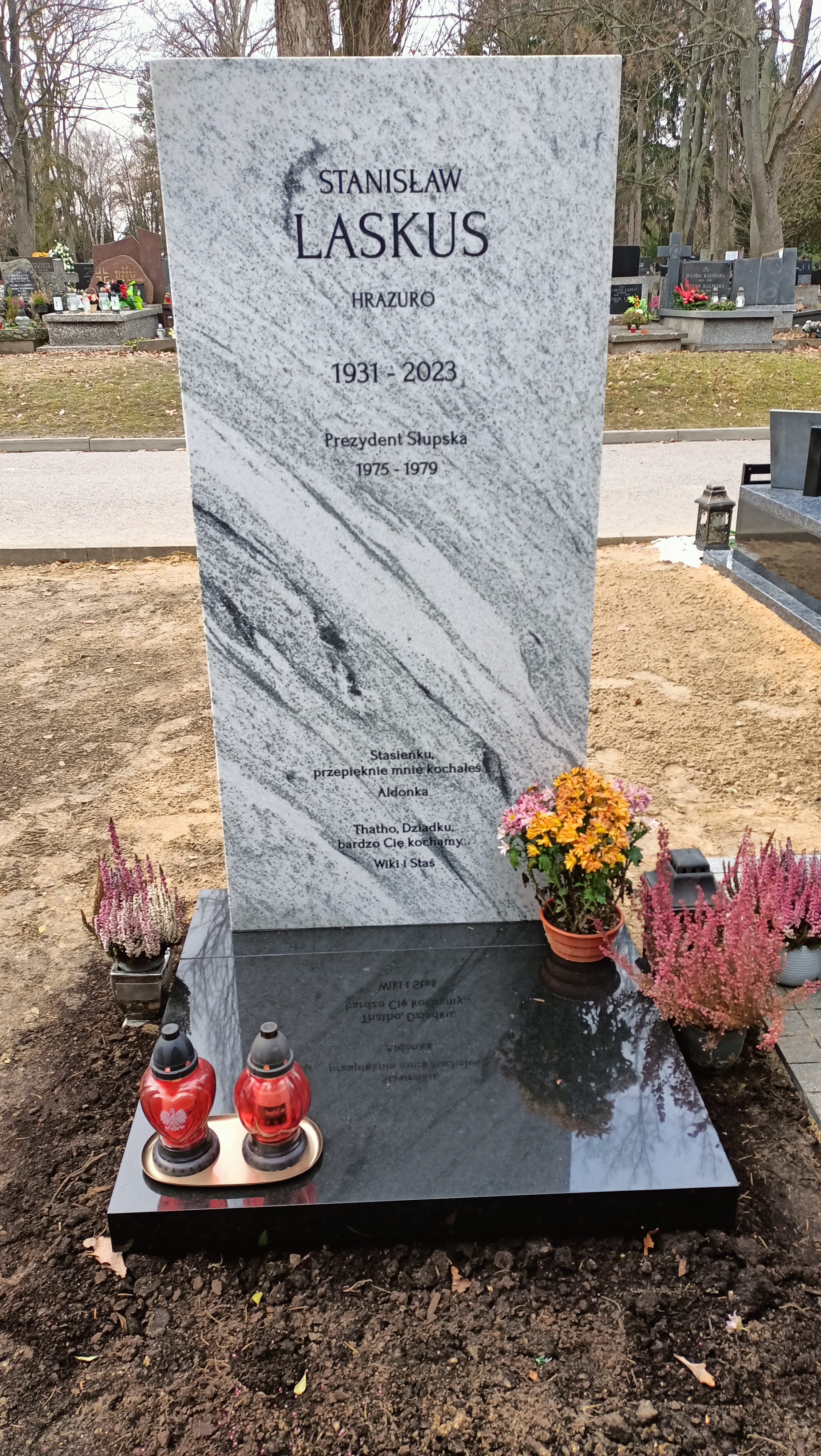
Grób Stanisława Laskusa na Cmentarzu Wojskowym na Powązkach

Stanisław Józef Laskus (ur. 27 sierpnia 1931 w Białowieży, zm. 29 kwietnia 2023) – polski działacz samorządowy i państwowy, nauczyciel akademicki, funkcjonariusz Milicji Obywatelskiej i Policji w randze inspektora, doktor nauk humanistycznych, komendant szkół policyjnych. W latach 1975–1979 prezydent Słupska.

## Życiorys
Syn Wacława i Franciszki. Należał kolejno do Organizacji Młodzieży Towarzystwa Uniwersytetu Robotniczego (1946–1948), Związku Młodzieży Polskiej (1948–1956) i Związku Młodzieży Socjalistycznej (1956–1958). Od 1967 członek Zrzeszenia Prawników Polskich. W 1965 ukończył historię w Wyższej Szkole Nauk Społecznych przy KC PZPR, w 1975 uzyskał na Wydziale Humanistycznym Uniwersytetu Gdańskiego doktorat w dyscyplinie socjologia na podstawie pracy pt. Współpraca Milicji Obywatelskiej ze społeczeństwem w zwalczaniu przestępczości kryminalnej (na przykładzie woj. koszalińskiego). Autor publikacji i badań naukowych z zakresu socjologii, kryminologii i bezpieczeństwa wewnętrznego.
Od 1951 służył w Milicji Obywatelskiej, początkowo w służbie kwatermistrzowskiej. Doszedł do stopnia pułkownika MO i następnie inspektora Policji. W 1950 wstąpił do Polskiej Zjednoczonej Partii Robotniczej. Pomiędzy 1975 a 1979 był członkiem Komitetu Miejskiego PZPR w Słupsku i zasiadał w jego egzekutywie. Od 21 czerwca 1975 do 31 października 1979 zajmował stanowisko prezydenta Słupska. Następnie powrócił do pracy policyjnej m.in. współtworząc słupską komendę wojewódzką oraz dowodząc związkami taktycznymi ruchu drogowego MO w czasie wizyt Jana Pawła II. Objął funkcję zastępcy komendanta ds. dydaktycznych w Szkole Milicji Obywatelskiej w Słupsku, był współtwórcą i komendantem Szkoły Ruchu Drogowego Milicji Obywatelskiej (Policji) w Piasecznie (do jej likwidacji w 1990 ) oraz finalnie organizatorem i komendantem Centrum Szkolenia Policji w Legionowie (październik 1990–sierpień 1991). Od 1998 do przejścia na emeryturę pracował w Komendzie Stołecznej Policji jako kierownik Zespołu Medycyny Pracy. Reprezentował KSP w radzie Mazowieckiego Oddziału Narodowego Funduszu Zdrowia. Na emeryturze zajął się pisaniem wierszy. Został pochowany na Cmentarzu Wojskowym na Powązkach Kwatera G II rząd urnowy grób 20.

## Odznaczenia
Odznaczony m.in. Krzyżem Kawalerskim i Oficerskim Orderu Odrodzenia Polski, Złotym i Brązowym Krzyżem Zasługi, Złotym i Srebrnym Medalem za Zasługi dla Policji, Złotym Medalem „Za Zasługi dla Pożarnictwa”, Srebrną Odznaką honorową „Zasłużony Pracownik Morza” oraz Złotym Medalem za Długoletnią Służbę (2020), a także Medalem Okolicznościowym „70 Lat Szkoły Policji W Słupsku”.